# Lucie Minářová
Lucie Minářová (* 4. července 1993) je česká blogerka, influencerka, youtuberka, podcasterka a také trenérka a závodnice CrossFitu a českého vzpírání. Je také jednatelkou společnosti jedunavýkon.

## Život
Narodila se 4. července 1993. Vystudovala osmileté gymnázium v Blansku a následně i bakalářské studium, obor Podniková ekonomika a management na Ekonomicko-správní fakultě. V průběhu studia vysoké školy vycestovala dvakrát pracovat v rámci programu work&travel jako plavčík do USA. Po návratu si založila svůj blog Mintyblog, kde se věnovala primárně tématům sportu (CrossFit, běh) a také stravovacímu směru paleo. Tři roky pracovala na pozici manažerky marketingu ve firmě Aktin. V roce 2016 se začala věnovat i tvorbě obsahu na YouTube. Po odchodu ze zaměstnání se začala naplno věnovat svému projektu #JeduNaVýkon, jehož komunita čítá přes 2000 lidí. Mimo jiné vyučuje i téma sociálních sítí ve fitness ve společnosti Fitness Institut.
Od svého dětství se věnovala komerčnímu i sportovnímu aerobiku pod federací FISAF, v roce 2016 byla i finalistkou soutěže Miss Aerobik. Od roku 2015 se začala věnovat v Americe crossfitu, který zanedlouho začala dělat na závodní úrovni. Na svém kontě má i dva tituly vicemistryně ČR ve vzpírání. V roce 2018 se stala akreditovaným výživovým poradcem. Věnuje se i zdravému vaření a několikrát svá jídla připravovala i v Dobrém ránu České televize.
V roce 2019 začala nahrávat i svůj podcast The Healthy Tapes a ve stejném roce se v Amsterdamu stala certifikovaným L1 crossfit trenérem.[zdroj?]
Na sociálních sítích se věnuje tématům sportu, silového tréninku, zdravé výživy a poruchám příjmu potravy.

## Přehled sportovních úspěchů
- 2010 – 1. místo MČR ve sportovním aerobiku, tria, Zlín
- 2015 – 2. místo Ultimate Cross League, České Budějovice
- 2016 – 3. místo Southern Warriors 2016, Monopoli, Itálie
- 2016 – 2. místo MČR ve vzpírání 2016 (do 63 kg), Praha[10]
- 2017 – 3. místo Redoubt Summer Challenge, Nové Zámky, Slovensko
- 2018 – 2. místo MČR ve vzpírání 2018 (do 71 kg), Havířov[10]
- 2019 – 3. místo Battle of Urpin, Bánská Bystrica, Slovensko